# Premio Malaparte
Il premio Malaparte è un riconoscimento letterario italiano per personalità internazionali.
Nasce nel 1983 su iniziativa della mecenate Graziella Lonardi Buontempo e dello scrittore Alberto Moravia, primo presidente della giuria, con lo scopo di rilanciare la vita culturale dell'isola di Capri attraverso attività e incontri intellettuali. Il premio è intitolato allo scrittore Curzio Malaparte, molto affezionato all'isola, dove trascorreva lunghi periodi di tempo.
I premiati sono scrittori stranieri, selezionati tra quelli che hanno un tratto di particolare vitalità nelle loro opere, oppure un evidente amore per l'isola e il golfo di Napoli in generale. Grazie al premio, conferito alla presenza di scrittori, giornalisti, artisti e intellettuali, Capri ha consolidato il suo ruolo di teatro di appuntamenti letterari internazionali.
Il premio è stato assegnato ininterrottamente dalla fondazione fino al 1995 a scrittori di fama internazionale quali Saul Bellow, John Le Carré o Antonia Susan Byatt; successivamente, dopo una sporadica assegnazione del 1998 a Isabel Allende, ritorna nel 2012, quando viene conferito a Emmanuel Carrère. Questa ripresa del premio è dovuta all'impegno di Gabriella Buontempo, mentre il nuovo presidente della giuria è Raffaele La Capria. Sponsor è Ferrarelle.

## Giuria
Raffaele La Capria (presidente), Giordano Bruno Guerri, Giuseppe Merlino, Giovanni Russo, Marina Valensise, Emanuele Trevi, Leonardo Colombati.

## Vincitori
- 1983 - Anthony Burgess
- 1984 - Saul Bellow
- 1985 - Nadine Gordimer
- 1986 - Manuel Puig
- 1987 - John Le Carré
- 1988 - Fazil' Abdulovič Iskander
- 1989 - Zhang Jie
- 1990 - Václav Havel
- 1991 - Predrag Matvejević
- 1992 - Susan Sontag
- 1993 - Michel Tournier
- 1994 - Breyten Breytenbach
- 1995 - Antonia Susan Byatt
- 1998 - Isabel Allende
- 2012 - Emmanuel Carrère
- 2013 - Julian Barnes
- 2014 - Donna Tartt
- 2015 - Karl Ove Knausgård
- 2016 - Elizabeth Strout
- 2017 - Han Kang[5]
- 2018 - Richard Ford
- 2019 - Colm Tóibín[6]
- 2020 - Amin Maalouf[7]
- 2021 - Yasmina Reza[8]
- 2022 - Daniel Mendelsohn[9]
- 2023 - Benjamín Labatut[10]
- 2024 - Rachel Cusk[11]